# Всеобщие выборы в Донецкой Народной Республике (2018)
Выборы Главы и Народного Совета в подконтрольной России Донецкой Народной Республике состоялись 11 ноября 2018 года.
Из первоначальных десяти претендентов, подавших заявление на участие в выборах Главы, было зарегистрировано пять кандидатов:
- Роман Евстифеев, руководитель музея боевой и трудовой славы союза ветеранов Афганистана Петровского района Донецка;
- Владимир Медведев, бывший заместитель министра образования и науки ДНР;
- Денис Пушилин, временно исполняющий обязанности главы ДНР после убийства Александра Захарченко;
- Роман Храменков, депутат Народного совета;
- Елена Шишкина, председательствующий судья Украинского народного трибунала по расследованию военных преступлений режима Петра Порошенко против граждан Украины.

### Выборы в Народный Совет ДНР
В выборах депутатов Народного Совета ДНР приняли участие общественные движения «Донецкая Республика» и «Свободный Донбасс».
По данным ЦИК ДНР, на выборах было зарегистрировано 50 наблюдателей из 14 стран мира, а также аккредитировано около 200 СМИ, в том числе 79 иностранных.
Пресс-секретарь Президента России Дмитрий Песков заявил, что выборы не противоречат Минским соглашениям, и что в Кремле «с пониманием» относятся к их проведению. Многие другие государства объявили выборы незаконными и отказались признавать их результаты.
В тот же день аналогичные выборы прошли в непризнанной Луганской Народной Республике.

## Результаты
Исполняющий обязанности главы ДНР Денис Пушилин победил в выборах, набрав 60,86 % голосов. В парламентских выборах общественное движение «Донецкая Республика» получило 72,4 % голосов.

### По выборам Главы
- Евстифеев Роман Николаевич — 7,76 %
- Медведев Владимир Анатольевич — 6,49 %
- Пушилин Денис Владимирович — 60,86 %
- Храменков Роман Александрович — 14,28 %
- Шишкина Елена Николаевна — 9,27 %
- число недействительных бюллетеней составило 1,34 %

### По выборам депутатов Народного Совета
- Общественное движение «Донецкая Республика» — 72,38 %
- Общественное движение «Свободный Донбасс» — 26,02 %
- число недействительных бюллетеней составило 1,6 %